# Freivorbau

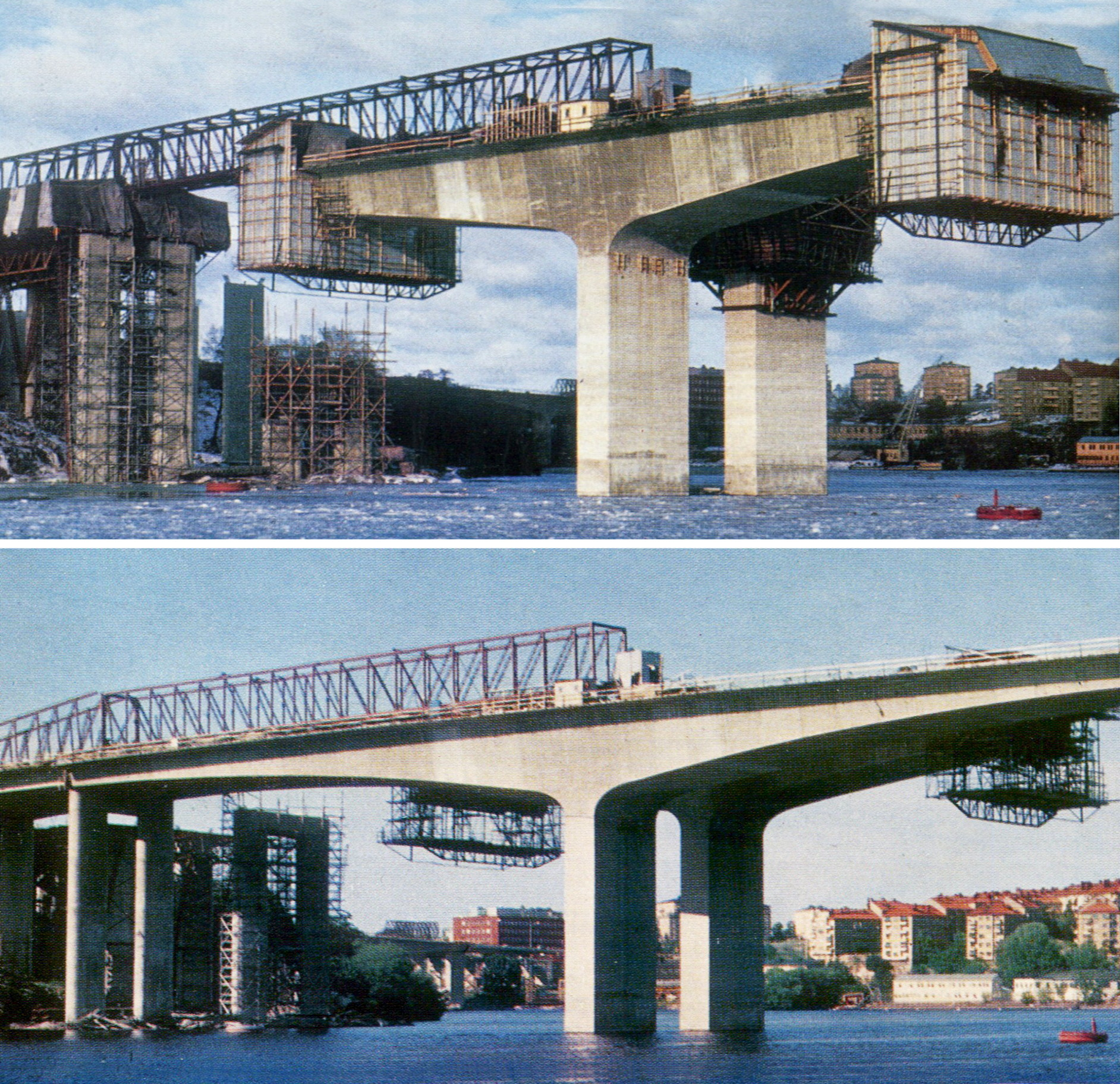
Gröndalsbrons brospann byggdes efter freivorbaumetoden 1961-1966.

Freivorbau (även kallad frittframbrobygge eller frihängande utbyggnad) är en byggnadsmetod för stora och höga broar där ett ställningsbygge från marken är omöjligt eller för kostsamt. Vid freivorbau används hängställningar på den utkragande broöverdelen som flyttas fram från två håll i takt med gjutningsetapperna.

## Historik
Metoden tillämpades ursprungligen vid broar av stål. Gällande broar av slakarmerad betong räknas Ponte Emílio Baumgart över floden Rio do Peixe i Herval d'Oeste, Brasilien till den första som 1930 byggdes efter freivorbaumetoden. Den första bron i förspänd betong byggd enligt freivorbau-metoden användes 1951 i Tyskland av byggnadsingenjören Ulrich Finsterwalder vid uppförandet av en vägbro över floden Lahn i Balduinstein i Rheinland-Pfalz. Efter mitten av 1900-talet blev freivorbau-broar en av brobyggandets viktigaste lösningar för långa spännvidder där formsättning med ställningar från marken skulle vara för kostsamma. I Sverige användes metoden bland annat vid bygget av Gröndalsbron (invigd 1966) och Alviksbron (invigd 2000), båda i Stockholm. För närvarande har Stolmabron söder om Bergen i Norge världens längsta brospann i förspänd betong byggt efter freivorbaumetoden. Huvudspannet mäter 301 meter och bron invigdes 1998.

## Metoden

Freivorbaumetoden.

I en första etapp gjuts bropelarna. Efter gjutningen av pelarhuvudet monteras ställningsvagnar för den frihängande utbyggnaden (freivorbau). Material- och persontransporter från land till arbetsplatsen på broändarna ordnas med ett transportfackverk av stål eller en kran. I den frihängande utbyggnaden tillverkas betongformen. Varje gjutetapp kan vara mellan 3,5 och 7,0 meter lång. I takt med att gjutetapperna ”växer” framåt flyttas även hängställningen. Vid flera spann mötts gjutetapperna så småningom mittemellan bropelarna. Här anordnas en rörlig fog eller en fast förbindelse. Brospann byggda efter denna princip får en typisk profil: mycket höga närmast pelarna och mycket låga i mitten.

## Problem med sprickor
Spännarmeringen i broöverdelen har i regel en gynnsam effekt med hänsyn till sprickbildning. Däremot har freivorbau-broar haft stora problem på detta område. Sprickorna i freivorbau-broar är svåra att upptäcka. Ofta krävs en noggrann undersökning med mätinstrument. Sprickor i spännarmerad betong brukar inte vara stora men även mindre sprickor kan leda till allvarliga problem framöver. Exempelvis kan inträngande fukt leda till korrosionsproblem i armeringen. Alviksbron drabbades av detta problem bara ett år efter invigningen och fick förstärkas.

## Exempel på freivorbau-broar under uppförande

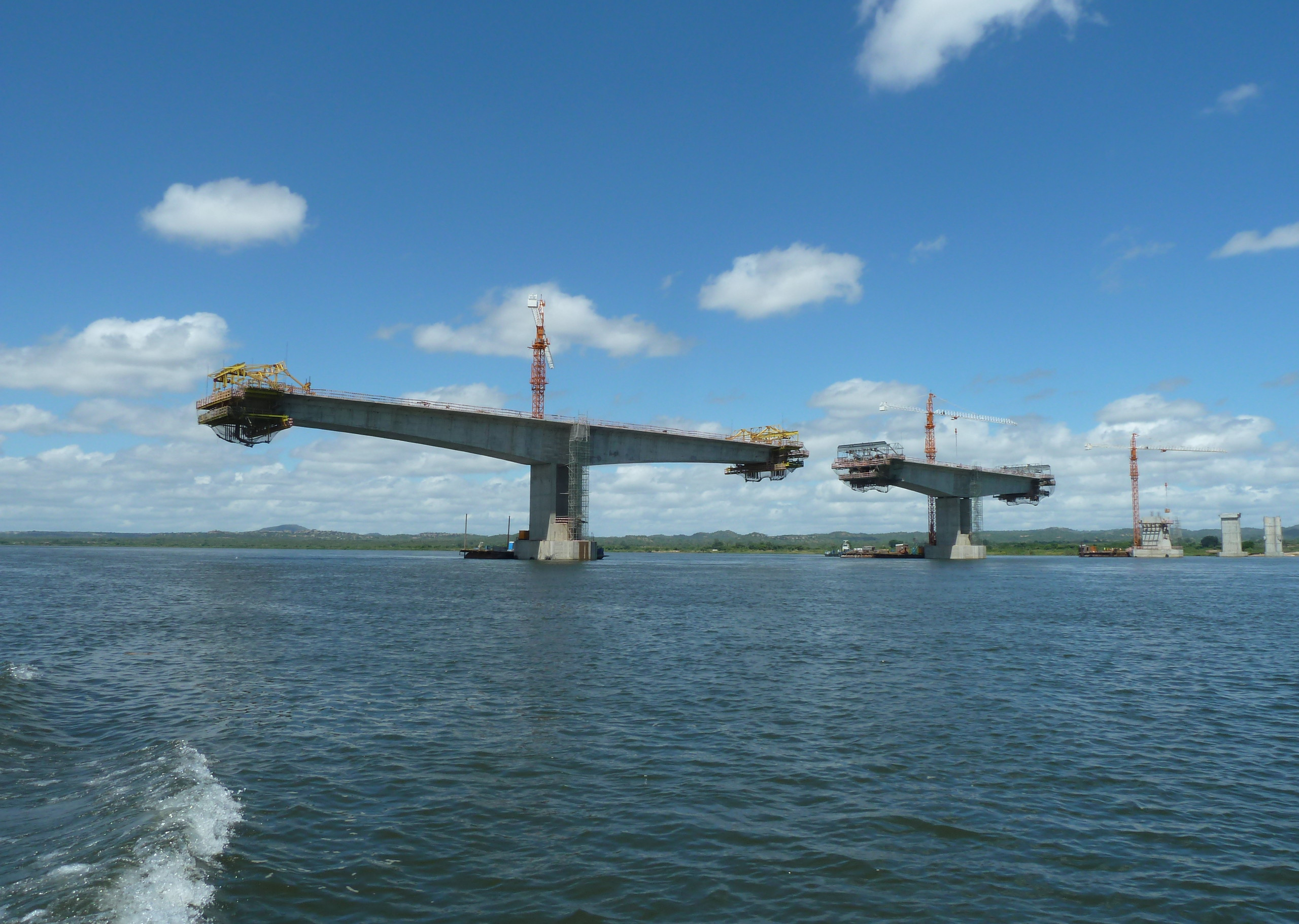
Ponte Kassuende i Tete, Moçambique.
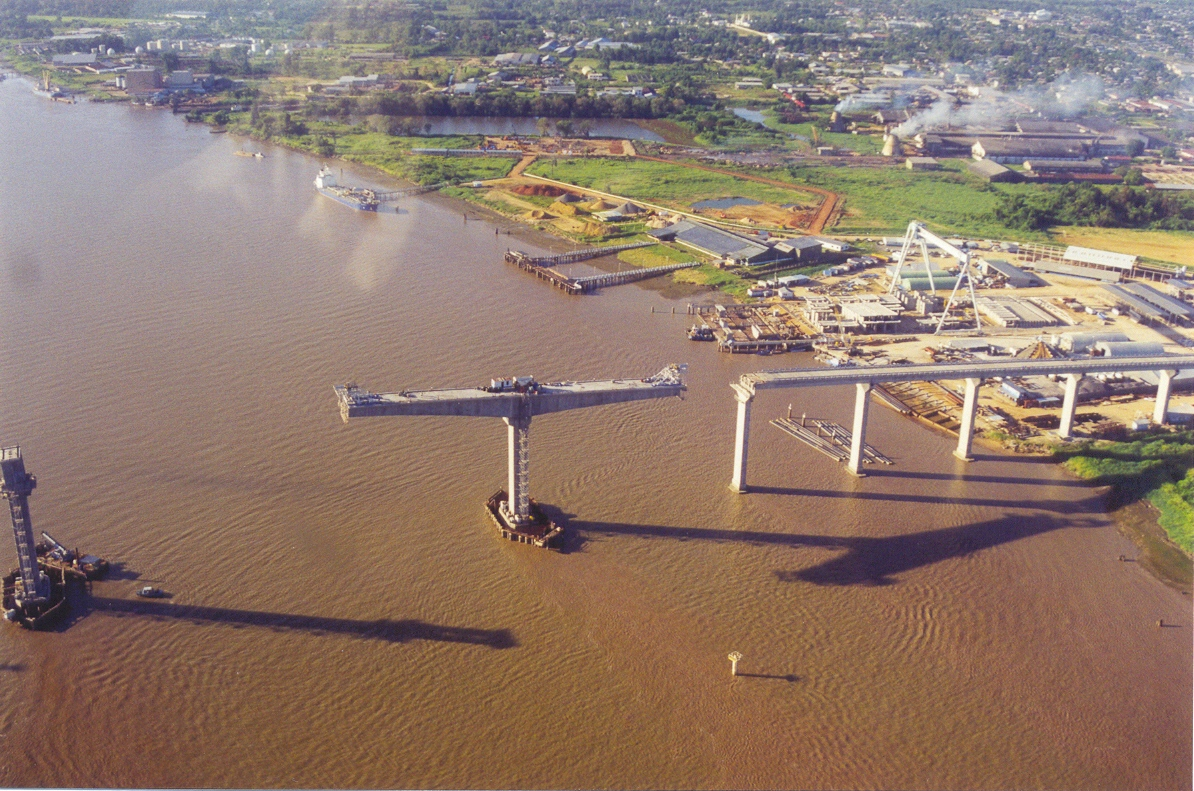
Jules Wijdenbosch-bron i Paramaribo, Surinam.
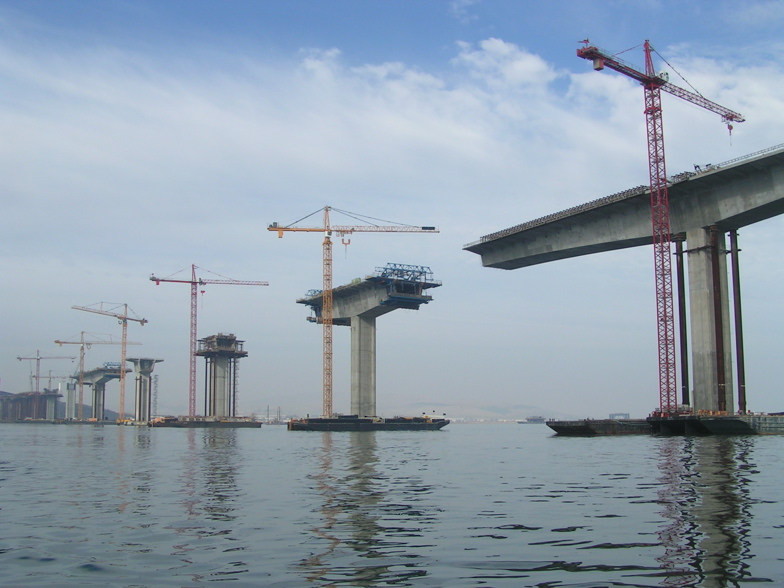
Benicia-Martinez-bron i Martinez, Kalifornien, USA
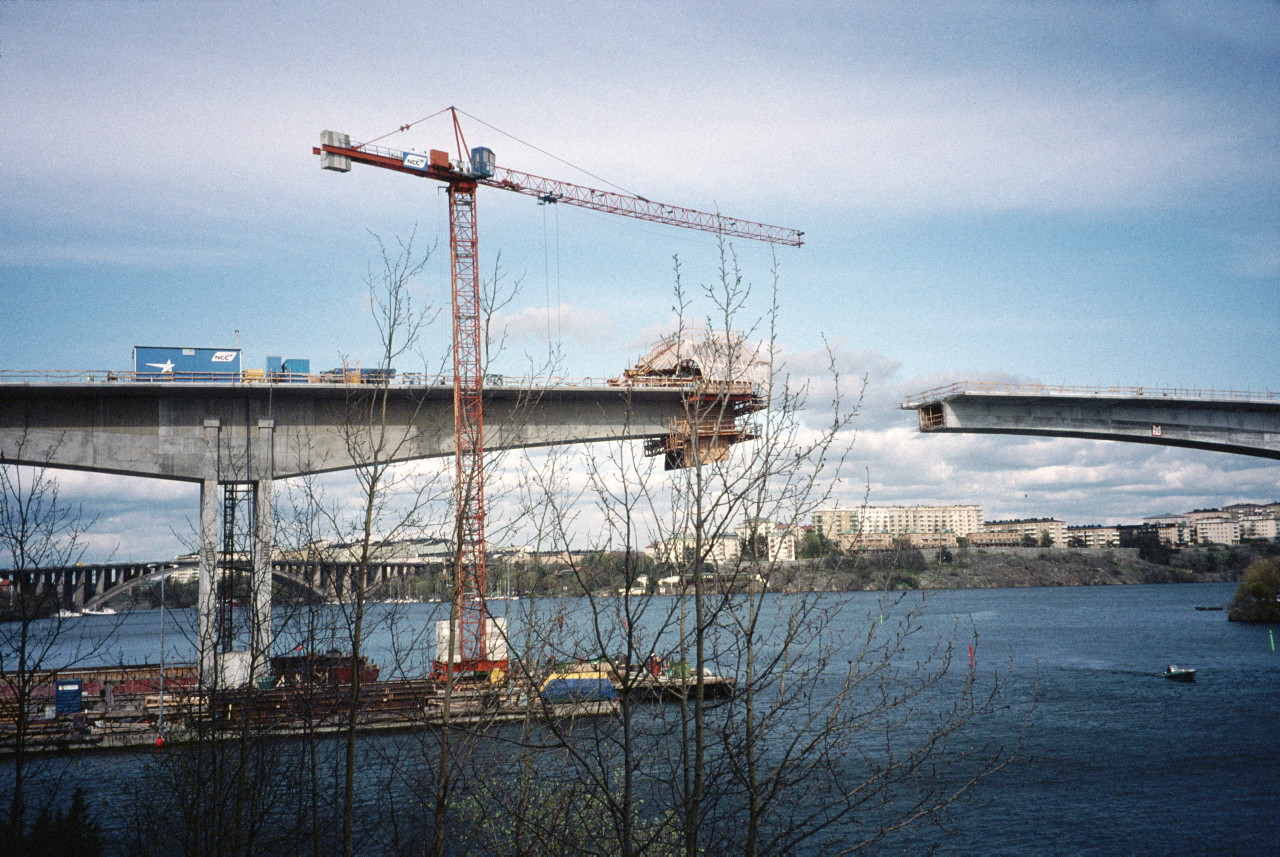
Alviksbron i Stockholm, Sverige.